# Bradlo (Góry Orlickie)
Bradlo (nieml. Breiterstein), 988 m n.p.m. – wzniesienie w Czechach w Górach Orlickich w Sudetach Środkowych.

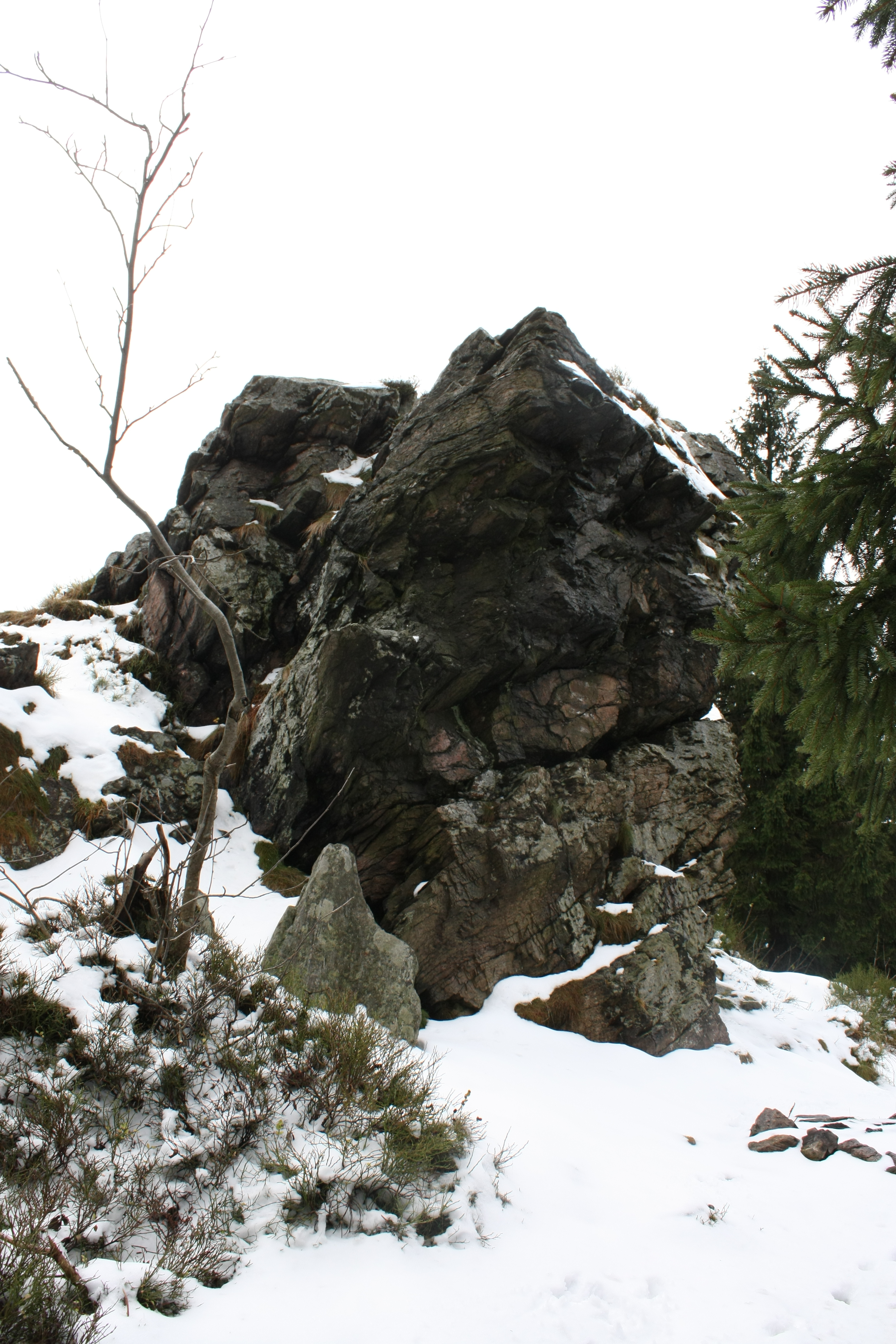
Okazała skałka w parti szczytowej Bradlo

Wzniesienie położone w Sudetach, w południowo-wschodnim narożniku Gór Orlickich na Pogórzu Bukovskim Gór Orlickich czes. Bukovohorská hornatina. Wznosi się na obszarze parku przyrody (czes. Přírodní park Suchý vrch – Buková hora), około 6,2 km na południowy zachód od centrum Králík i około 5,3  km na południe od granicy polsko-czeskiej.
Kopulaste wzniesienie o wyraźnie płaskim wierzchołku wyrastające z niewielkiego grzbietu górskiego w kształcie wału o dwóch wierzchołkach oddalonych od siebie o 750 m i oddzielonych od siebie niewielkim siodłem (970 m n.p.m.). Zbocze północno-wschodnie łagodnie opada do niewielkiego płytkiego siodła położonego po południowo-zachodniej stronie oddzielającego wzniesienie od sąsiedniego wyższego o 7 m wzniesienia Suchý vrch (995 m), pozostałe zbocza dość stromo opadają w kierunku dolin i przełęczy. Grzbiet, z którego wyrasta wzniesienie stanowi wyraźną kulminacją pomiędzy dolinami rzek: (czes.  Orlickýego potoku) na południu i Cichej Orlicy na północy. Wzniesienie jest jednym z wyższych wzniesień Bukowskiego Pogórza. Całe wzniesienie porasta las świerkowy z domieszką drzew liściastych. Płaska część powierzchni szczytowej od strony wschodniej zdominowana jest przez okazałe krzewy Borówki czarnej (Vaccinium myrtillus). Na wschód od szczytu w odległości około 180 m w niewielkim siodle wznosi się 33-metrowa betonowa wieża widokowa oraz schronisko turystyczne im. Kramářa. Na zachodnim zboczu w bliskiej odległości od szczytu znajduje okazała formacja skalna. Potoki spływające ze zboczy wzniesienia odprowadzają wody do Morza Północnego. Na północny wschód od szczytu położona jest miejscowość Králíky, a u południowo-zachodniego podnóża rozciąga się miejscowość Jablonne nad Orlici. Położenie góry na południowo-wschodnim skraju Gór Orlickich, oraz kształt i zabudowana obok niej betonowa wieża widokowa czynią górę rozpoznawalną w terenie.
Na północny wschód około 5,1 km od szczytu wzniesienia znajdowały się byłe przejścia graniczne do Polski, kolejowe Międzylesie – Lichkov oraz drogowe Boboszów-Dolní Lipka.
Betonowa wieża widokowa będąca częścią domku Kramara, który pierwotnie został zbudowany jako wieża ciśnień. Wieża została zbudowana w latach 1931–1932 według projektu architekta A. Patrmanna. Wieża kształtem podobna jest do grzyba.
16 marca 1939 r. schronisko zostało zajęte przez wojsko niemieckie, które utworzyło w nim w ośrodek rehabilitacyjny dla rannych lotników Luftwaffe. Od 1953 roku do 1961 roku schronisko zajmowała Czechosłowacka Armia Ludowa jako wojskowe centrum rekreacji. Obecnie schronisko jest dostępne dla turystów.
Wzniesienie nosi nazwę od kształtu formy skalnej znajdującej się na zboczu.

## Turystyka
Przez wzniesienie prowadzi:
- Piesza turystyczna magistrala Gór Orlickich – Szlak Aloisa Jiraska (czes. Jiráskova horská cesta), rozpoczynająca się w Rezerwacie przyrody „Ziemska Brama” (Zemská brána) i prowadząca na Suchý vrch przez schronisko (czes. Kašparowa Chata) na Adamie, Mladkov, Vysoký kámen.
- Z wieży widokowej rozciąga się rozległy widok na Kotlinę Kłodzką, Masyw Śnieżnika, Góry Bystrzyckie, Wysoki Jesionik z Pradziadem oraz okoliczne wzniesienia i góry, przy dobrej widoczności widoczna jest Śnieżka.
- Okazała kałaj znajdująca się na zboczu wzniesienia stanowi punkt widokowy z pełnym kątem widzenia.